# Emagram
Emagram – rodzaj diagramu termodynamicznego używany w opisie sondażu atmosferycznego. Niezależnymi zmiennymi na diagramie są temperatura i ciśnienie odpowiadające wysokości. Skalę osi ciśnienia (wysokości) dobrano tak by adiabaty suchego powietrza tworzyły w kąt 45° z poziomymi izobarami. Dla poszczególnych ciśnień (wysokości) nanosi się temperaturę i temperaturę punktu rosy.
Diagram został opracowany przez H. Hertza w 1884 i jest często używany w Europie. 

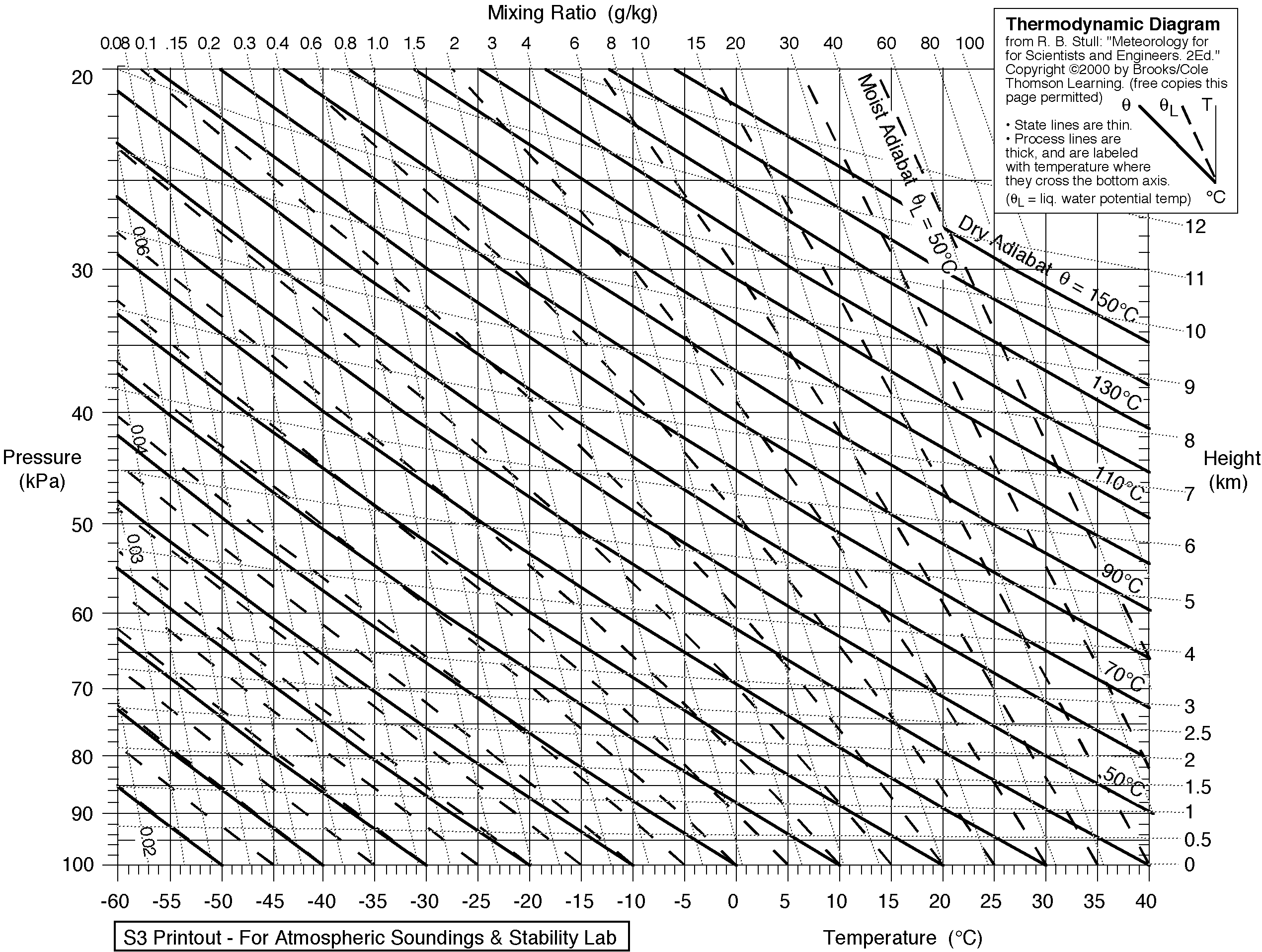
Przykładowa siatka emagramu

Diagramy meteorologiczne używa się do wyznaczania wielkości meteorologicznych charakteryzujących daną warstwę atmosfery. Zazwyczaj początkową informacją jest naniesienie na diagram tzw. sondażu meteorologicznego, który zbiera się z pomiaru balonem meteorologicznym - zazwyczaj są to ciśnienie, prędkość i kierunek wiatru (otrzymywana na podstawie pomiarów położenia balonu), oraz temperatura i wilgotność. Sondaże zbierane są na tzw. poziomach głównych np. 1000, 900, 750, 500 mb (milibar) oraz na poziomach niestandardowych. Wykreśla się dwie linie. Jedna łączy ciśnienie i temperaturę, a druga ciśnienie i temperaturę punktu rosy. Na podstawie tych krzywych można wyznaczyć poziom konwekcji wymuszonej i poziom konwekcji swobodnej. Można też znaleźć wilgotność względną i absolutną, wyznaczyć energię dostępną potencjalnie i wiele innych indeksów stabilności cząstki atmosferycznej. Diagramy dają też możliwość szybkiego wyznaczenia temperatury potencjalnej i innych wartości.